# Coryphaeschna perrensi
Coryphaeschna perrensi – gatunek ważki z rodzaju Coryphaeschna i rodziny żagnicowatych. Występuje od Meksyku po Paragwaj.